# Taos (Missouri)
Taos é uma cidade localizada no estado americano de Missouri, no Condado de Cole.

## Demografia
Segundo o censo americano de 2000, a sua população era de 870 habitantes.
Em 2006, foi estimada uma população de 858, um decréscimo de 12 (-1.4%).

## Geografia
De acordo com o United States Census Bureau tem uma área de
6,1 km², dos quais 5,8 km² cobertos por terra e 0,3 km² cobertos por água.

## Localidades na vizinhança
O diagrama seguinte representa as localidades num raio de 20 km ao redor de Taos.